# Polskie Towarzystwo Tłumaczy Przysięgłych i Specjalistycznych
Polskie Towarzystwo Tłumaczy Przysięgłych i Specjalistycznych PT TEPIS – polskie towarzystwo czynnych zawodowo tłumaczy, których większość stanowią tłumacze przysięgli. Powstało jako Polskie Towarzystwo Tłumaczy Ekonomicznych, Prawniczych i Sądowych w 1990 r. w Warszawie. Zarejestrowane w KRS w 2002. Celem organizacji jest pogłębianie wiedzy w zakresie sztuki przekładu, ochronę praw autorskich tłumaczy i reprezentowanie interesów tłumaczy wobec władz RP. 
PT TEPIS jest członkiem FIT, Międzynarodowej Federacji Tłumaczy, organizacją pożytku publicznego oraz jest członkiem Europejskiego Stowarzyszenia Tłumaczy Sądowych EULITA. Siedziba Rady Naczelnej Towarzystwa mieści się w Warszawie, zaś w Szczecinie, Wrocławiu, Krakowie, Poznaniu, Białymstoku, Bytomiu i Zurychu działają Koła PT TEPIS.
Towarzystwo TEPIS organizuje warsztatowe spotkania w ramach doskonalenia zawodowego tłumaczy przysięgłych i specjalistycznych: coroczne Warsztaty Przekładu Specjalistycznego wraz z Konferencją. Towarzystwo zorganizowało szereg krajowych i międzynarodowych seminariów, podczas których w ciągu 31 lat  wygłoszono tysiące  referatów w sekcji plenarnej oraz w sekcjach językowych. 
Członkowie PT TEPIS otrzymują 1-2 w roku mailem „Biuletyn”, kilka razy w roku „Telegram” z bieżącymi informacjami. W latach 1994–2014 PT TEPIS wydawało czasopismo „Lingua Legis”, w którym publikowano niektóre referaty wygłoszone na seminariach, a także artykuły na tematy ważne dla tłumaczy. Od 2015 r. czasopismo to jest rocznikiem publikującym recenzowane artykuły naukowe z dziedziny przekładu prawnego i specjalistycznego, wydawanym w trybie otwartego dostępu oraz w formie drukowanej przez Instytut Lingwistyki Stosowanej Uniwersytetu Warszawskiego od 2015 r. „Lingua Legis” znajduje się w międzynarodowej bazie indeksacyjnej czasopism naukowych ICI Journals Master List z liczbą punktów 85,33 (Index Copernicus Value) za 2019 rok, a w 2020 roku zostało włączone do indeksu czasopism ERIH PLUS. Czasopismo „Lingua Legis” łączy teorię z praktyką poprzez publikację wysokiej jakości artykułów naukowych poświęconych praktycznym aspektom tłumaczenia specjalistycznego takim jak terminologia, problemy tłumaczeniowe, poprawność językowa, praktyka tłumaczeniowa itp.

## Prezesi
- Danuta Kierzkowska (1990–2014)[2]
- Zofia Rybińska (2014-2021)[3]
- Marta Czyżewska (2021- obecnie)